# بقايا اليوم (فلم)
بقايا اليوم  (بالإنجليزية: The Remains of the Day (film)) هو فيلم دراما تم إنتاجه في المملكة المتحدة والولايات المتحدة وصدر في سنة 1993.

## بطولة
- أنتوني هوبكنز
- إيما تومسون
- كريستوفر ريف
- هيو غرانت

## الميزانية والإيرادات
بلغت تكلفة إنتاج الفيلم حوالي 15 مليون دولار بينما حقق أرباحا تقدر بـ 63,954,968 دولار.

### ترشيحات وجوائز
| السنة | الحدث  | الفئة     | النتيجة |
| ----- | ------ | --------- | ------- |
|       | أوسكار | أفضل فيلم | ترشـيـح |

## وصلات خارجية
- مقالات تستعمل روابط فنية بلا صلة مع ويكي بيانات